# Piesienica
Piesienica – wieś kociewska w Polsce położona w województwie pomorskim, w powiecie starogardzkim, w gminie Zblewo nad Piesienicą w pobliżu trasy linii kolejowej Tczew-Chojnice-Piła (stacja kolejowa Piesienice).
Piesienica należy do rzymskokatolickiej parafii św. Elżbiety w Pinczynie.
Do dnia 31 marca 1929 roku miejscowość pod nazwą Pisienica stanowiła obszar dworski w powiecie starogardzkim, województwie pomorskim. Z dniem 01 kwietnia 1929 roku, Rozporządzeniem Rady Ministrów z dnia 16 marca 1929 r., obszar dworski Pisienica został zniesiony, a terytorium jego zostało włączone do gminy wiejskiej Karolewo w tymże powiecie i województwie.
W latach 1975–1998 miejscowość administracyjnie należała do województwa gdańskiego.

## Ludność
Według Narodowego Spisu Powszechnego Ludności i Mieszkań z 2021 roku liczba ludności we wsi Piesienica to 251 z czego 51,0% mieszkańców stanowią kobiety, a 49,0% ludności to mężczyźni. Miejscowość zamieszkuje 2,1% mieszkańców gminy. 
59,0% mieszkańców wsi Piesienica jest w wieku produkcyjnym, 27,9% w wieku przedprodukcyjnym, a 13,1% mieszkańców jest w wieku poprodukcyjnym. Na 100 osób w wieku produkcyjnym przypada we wsi Piesienica 69,6 osób w wieku nieprodukcyjnym.